# Start (Kleinbus)
Der Kleinbus Start (russisch Старт) wurde in der Sowjetunion ab Ende 1963 in verschiedenen Autoreparatur- und Montagewerken gebaut. Er basiert technisch auf dem Personenwagen GAZ-21 Wolga und nutzt von ihm Antrieb, Fahrwerk und diverse Kleinteile. Das Fahrzeug, von dem wohl nicht einmal 200 Exemplare hergestellt wurden, war futuristisch gestaltet und erhielt eine in Handarbeit hergestellte Karosserie aus glasfaserverstärktem Kunststoff. Nach mehreren Kleinserien wurde die Produktion wahrscheinlich 1968 endgültig eingestellt.

## Fahrzeuggeschichte

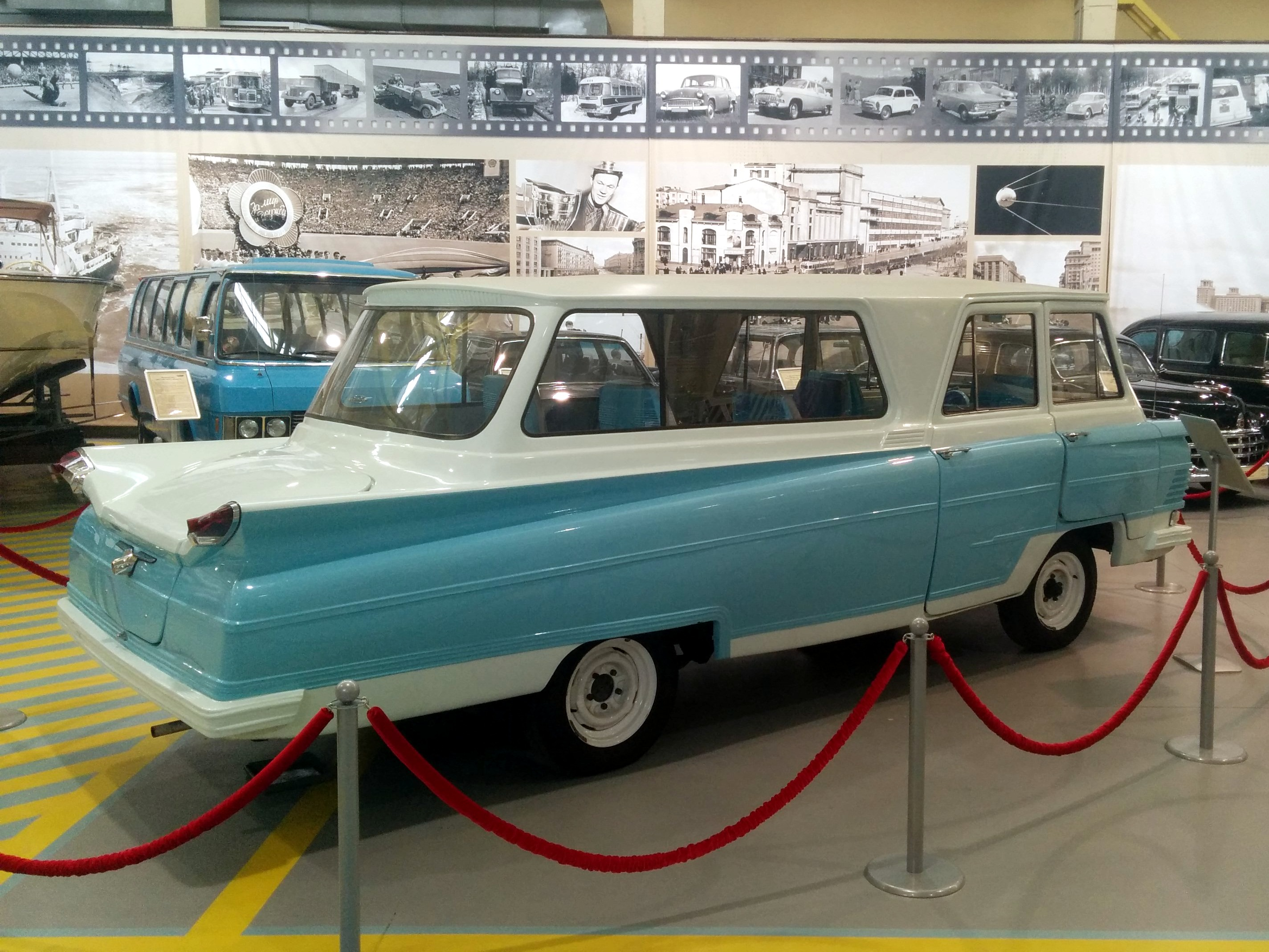
Heckansicht eines erhaltenen Start in einem russischen Museum (2017)

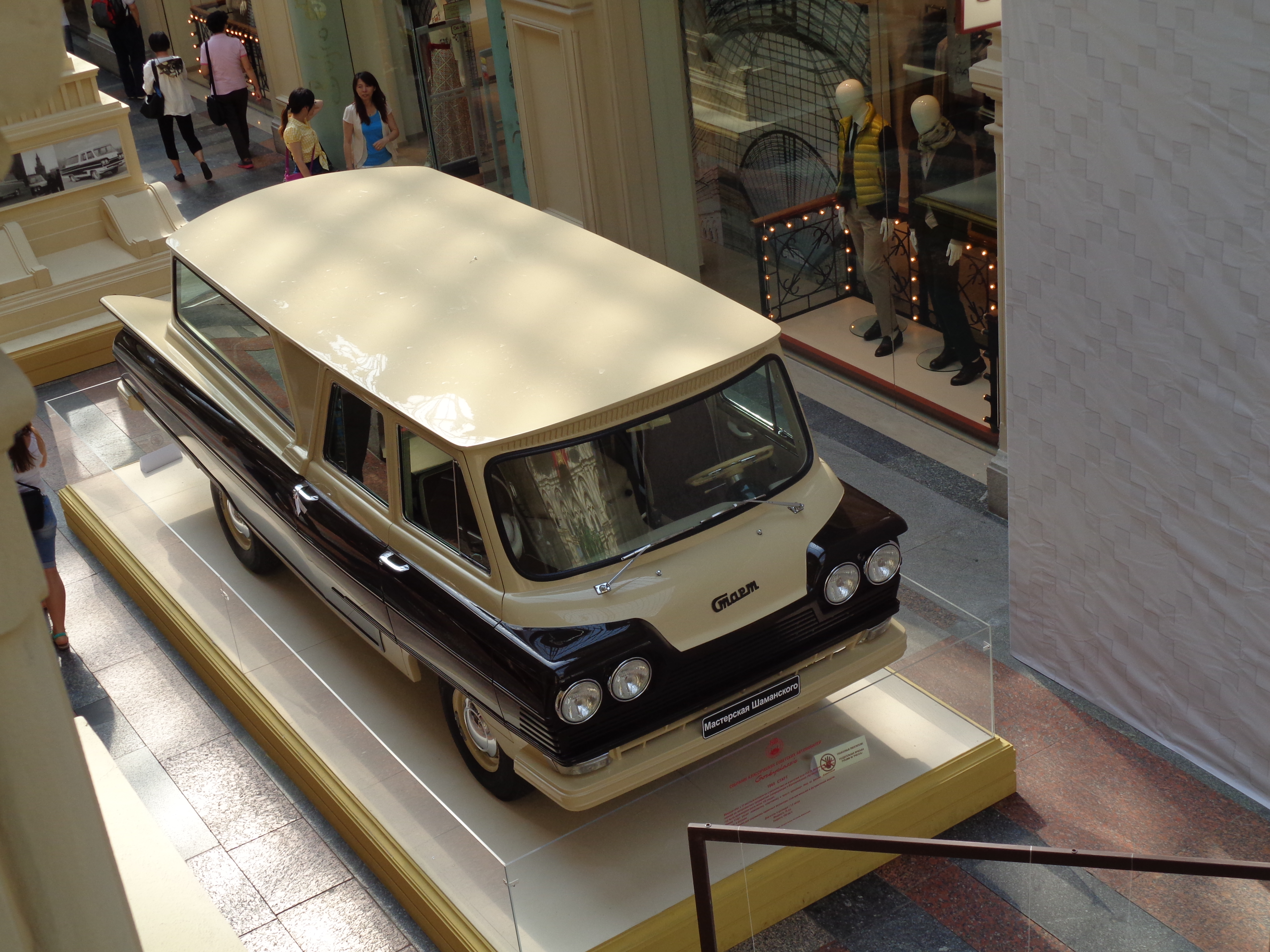
Restaurierter Start im Moskauer Warenhaus GUM (2014)

Die Idee für einen Kleinbus mit Kunststoffkarosserie und die Initiative zu deren Umsetzung gehen zurück auf A. S. Antonow. Dieser wurde um 1960 zum Leiter der Transportabteilung im Wirtschaftsrat der sowjetischen Stadt Lugansk. Antonow wurde als unruhiger Geist mit vielen neuen Ideen beschrieben und baute mit einem Team aus jungen Ingenieuren der Sewerodonezki Awtoremontny Basa (deutsch etwa Sewerodonezker Automobil-Reparaturstützpunkt, kurz SARB, russisch САРБ) zunächst einen Wohnwagen mit GFK-Karosserie. Das Material war leicht verfügbar, da es in der Region viel chemische Industrie gab. Außerdem wurde die Verwendung von der Regierung unterstützt.
Nach erfolgreicher Fertigstellung wurde beschlossen, das neue Konzept auf einen Kleinbus zu übertragen. Dafür wurde zwei Absolventen der örtlichen Akademie eingestellt, die Erfahrung mit Kunststoffkarosserien aus dem Rennwagenbereich hatten, und eine kleine Konstruktionsabteilung bei SARB eingerichtet. Zunächst wurde ein Entwurf im Maßstab 1:10 gefertigt, nach Genehmigung des Designs ein Gipsmodell in Originalgröße. Ausgehend davon wurden die Formen für die späteren Karosserieteile hergestellt. Die mechanischen Komponenten wie Motor, Achsen und Getriebe wurden vom GAZ-21 Wolga übernommen, ebenso diverse Anbauteile wie Leuchten, Türgriffe, das Armaturenbrett und das Lenkrad. Um die nötige Steifigkeit zu erreichen, wurden Metallverstärkungen in die Kunststoffteile einlaminiert.
Der erste Kleinbus Start wurde Mitte Oktober 1963 vollendet. Im Dezember berichtete die Prawda über das Projekt, 1964 auch die ostdeutsche Kraftfahrzeugtechnik, die das Fahrzeug als Trambus bezeichnete. Das erste Fahrzeug wurde mit 3 Sitzbänken (zwei längs und eine quer zur Fahrtrichtung) ausgestattet. Auf der Motorhaube, die sich im inneren des Passagierraums hinter Fahrer- und Beifahrersitz befindet, wurde ein Tisch angebracht. Nach Ende der Arbeiten wurde der Bus in Moskau der breiten Öffentlichkeit präsentiert. Anschließend baute SARB aus Wolga-Ersatzteilen eine Kleinserienfertigung auf und lieferte die Kleinbusse an ausgewählte Kunden. Ein Exemplar ging an die Filmstudios Mosfilm, eines als Übertragungswagen an das Lokalfernsehen in Lugansk. Letzterer war das einzige Sonderfahrzeug auf Start-Basis und bis in die 1980er-Jahre im Einsatz. Nachdem das Gorkowski Awtomobilny Sawod (GAZ) keine Wolga-Teile mehr lieferte, wurden die Kleinbusse nur noch auf Bestellung und bei Anlieferung entsprechender Komponenten gefertigt. Bis 1967 entstanden bei SARB so etwa 100 Exemplare. Einige davon taten in Moskau als luxuriöse Taxis ihren Dienst.
Antonow wurde 1964 in den Wirtschaftsrat von Donezk versetzt. Er baute dort parallel in der Donezker Autobasis „Glawdonbasstroi“ (kurz DAB bzw. ДАБ) eine eigene Fertigung auf. Die Kleinbusse wurden dort unter dem Namen Donbass gefertigt, es entstanden höchstens 10 Exemplare. Außerdem nahm 1966 das Luganski Awtospotschno Sawod (deutsch Lugansker Automontagewerk, kurz LASS bzw. ЛАСЗ) die Fertigung des Start auf. Aufgrund von Problemen mit der Form konnten aber nur 20 Exemplare hergestellt werden. Sie erhielten, anders als die zuvor gebauten Modelle, die Federung des GAZ-12 ZIM, was den Fahrkomfort erheblich verbesserte.
Von 1967 bis 1968 wurden die letzten Start-Kleinbusse im Korosteny Awtoremontny Sawod (deutsch Korostener Autoreparaturwerk, KRS bzw. КРЗ) in Korosten gebaut. Die Fahrwerks- und Antriebsteile kamen von GAZ aus Gorki, die Karosserien von SARB. Die restlichen Teile wurden vor Ort hergestellt. Auf diese Weise entstanden noch einmal 70 Fahrzeuge.
Der Kleinbus kostete neu 9500 sowjetische Rubel und war damit fast doppelt so teuer wie der GAZ-21 Wolga, der für 5000 Rubel verkauft wurde. Der Hauptgrund für den hohen Preis waren die geringen Stückzahlen und der hohe Anteil von Handarbeit in der Fertigung der Karosserien, die letztlich auch zur Einstellung der Produktion führten. Das Jahreseinkommen eines sowjetischen Arbeiters betrug zu dieser Zeit durchschnittlich knapp 1000 Rubel. Mehrere Start sind bis heute erhalten geblieben.

## Technische Daten
Da der Start nur in wenigen Exemplaren, bei verschiedenen Herstellern und von Hand gefertigt wurde, unterscheiden sich die Angaben über die technischen Daten in der Literatur in einigen Details. Die hier aufgeführten Werte gelten für die von SARB gefertigten „Serien“-Fahrzeuge, die vor 1965 entstanden sind.
- Motor: Vierzylinder-Reihen-Ottomotor
- Motortyp: „ZMZ-21A“, aus dem Personenwagen GAZ-21 Wolga
- Leistung: 75 PS (55 kW) bei 4000 min−1
- Hubraum: 2445 cm³
- Bohrung: 92,0 mm
- Hub: 92,0 mm
- maximales Drehmoment: 167 Nm bei 2200 min−1
- Verdichtung: 6,7:1
- Gemischaufbereitung: Vergaser, Typ K-105
- Zündfolge: 1–2–4–3
- Anlasser: Typ ST21
- Lichtmaschine: Typ G12
- Bordspannung: 12 V
- Getriebe: Dreigang-Schaltgetriebe mit Rückwärtsgang, teilsynchronisiert
- Kupplung: Einscheiben-Trockenkupplung
- Höchstgeschwindigkeit: 110 km/h
- Treibstoffverbrauch: ca. 21–21,5 l/100 km
- Antriebsformel: 4×2 (Heckantrieb)

Abmessungen und Gewichte
- Länge: 5535 mm
- Breite: 1980 mm
- Höhe: 2085 mm
- Radstand: 2845 mm
- Wendekreis: 13,0 m Durchmesser
- minimale Bodenfreiheit: 197 mm
- Höhe Innenraum: 1408 mm
- Sitzplätze: 10+1, auch 12+1 angegeben[4]
- Leergewicht: 1770 kg, in älteren Quellen werden 1320 kg angegeben[4]
- Reifengröße: 7,00-15″
- Anzahl Türen: 2 Passagiertüren + separate Fahrertür